# Ayashi no Ceres
Ayashi no Ceres (japonès: 妖しのセレス, hepburn: Ayashi no Seresu) és un manga shojo escrit per Yuu Watase.
El manga s'ha publicat al Japó a la revista Shōjo Comic en 14 volums per l'editorial Shogakukan. S'ha traduït al castellà per l'editorial Glénat. La sèrie s'ha adaptat a un anime en 24 episodis, que es va estrenar al Japó el 20 l'abril del 2000 fins al 28 de setembre del mateix any, per la televisió satèl·lit WOWOW.
A Espanya va ser emesa pel canal Buzz i distribuïda en DVD per Jonu Media.

## Argument
La sèrie comença quan Aya Mikage fa 16 anys, i descobreix que ella és la reencarnació d'una donzella celestial anomenada Ceres i que el seu germà bessó Aki és la reencarnació de l'antic marit de Ceres. A més, ha de vigilar de no ser capturada per la seva família, ja que ells volen el poder de la donzella. Per tornar a la normalitat haurà de trobar la prenca celestial de Ceres, que no se sap on està.